# Rene Capo
Rene Capo (ur. 9 maja 1961 w Pinar del Río, zm. 6 lipca 2009 w Chicago) – amerykański judoka. Dwukrotny olimpijczyk. Zajął dziewiętnaste miejsce w Seulu 1988 i 21. w Atlancie 1996. Walczył w wadze średniej i półciężkiej.
Startował w Pucharze Świata w 1996 roku.

## Letnie Igrzyska Olimpijskie 1988
| Konkurencja | Rundy eliminacyjne   | Klas. końcowa |
| Konkurencja | Przeciwnik I         | Miejsce       |
| ----------- | -------------------- | ------------- |
| 86 kg       | Ben Spijkers (NED) P | 19.           |

## Letnie Igrzyska Olimpijskie 1996
| Konkurencja | Rundy eliminacyjne        | Klas. końcowa |
| Konkurencja | Przeciwnik I              | Miejsce       |
| ----------- | ------------------------- | ------------- |
| 95 kg       | Mewlud Lobżanidze (GEO) P | 21.           |